# Kevin Möhwald
Kevin Möhwald (Erfurt, 3 luglio 1993) è un calciatore tedesco, centrocampista dell'Eupen.